# 라켈레 무솔리니 (정치인)

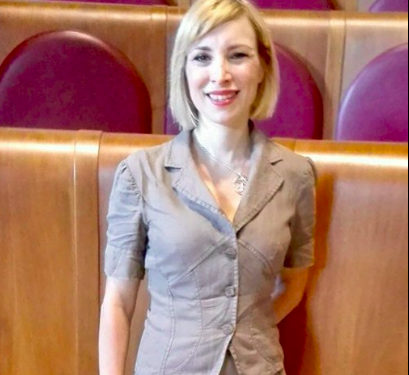
라켈레 무솔리니

라켈레 무솔리니(이탈리아어: Rachele Mussolini, 1974년 5월 25일 ~ )는 이탈리아의 정치인이자 2016년부터 로마의 우익 정당인 이탈리아 형제단의 의원으로 활동하고 있다. 그녀는 로마의 의원으로 두 번 연속 임기를 수행하고 있다. 그녀는 이탈리아의 파시스트 총리 베니토 무솔리니와 라켈레 무솔리니의 손녀이자 알레산드라 무솔리니의 이복 여동생이다.